# Sei'ichirō Nagata
Sei'ichirō Nagata (永田 聖一朗 Nagata Sei'ichirō?,  Prefectura de Shizuoka, Japón, 9 de julio de 1998) es un actor japonés, afiliado a Sui Inc.

## Biografía
Nagata nació el 9 de julio de 1998 en la prefectura de Shizuoka, Japón. Se mudó a Tokio a la edad de diecisiete años y debutó como actor en 2016, interpretando a Eiji Kikumaru en los musicales de The Prince of Tennis, rol que interpretó hasta 2018. Ese mismo año también tuvo un rol secundario en la serie de televisión Watashi Kekkon Dekinain Janakute, Shinain desu. El 2 de octubre de 2017, Nagata fue transferido de Watanabe Entertainment a la agencia Sui Inc. En 2019, Nagata interpretó al personaje de Aoba Seragaki en la adaptación teatral de Dramatical Murder.

## Filmografía

### Televisión
| Año  | Título                                             | Papel   | Notas |
| ---- | -------------------------------------------------- | ------- | ----- |
| 2016 | Henshin                                            |         |       |
| 2016 | Watashi Kekkon Dekinain Janakute, Shinain desu     | Hiro    |       |
| 2020 | Greece Shinwa Gekijō: Kamigami to Hitobito no Hibi | Aquiles |       |

### Teatro
| Año       | Título                                             | Papel                 | Notas     |
| --------- | -------------------------------------------------- | --------------------- | --------- |
| 2016-2018 | The Prince of Tennis                               | Eiji Kikumaru         | Rol debut |
| 2018      | Yakyū Hikōkigumo no Home Run                       |                       |           |
| 2018      | Mob Psycho 100                                     | Shō Suzuki            |           |
| 2018      | Legend of the Galactic Heroes                      | Reinhard von Loengram |           |
| 2018      | Toshi ga Kureru YO Meidjiza Daigassen-sai          | Takeda Nobushige      |           |
| 2019      | Mobile Suit Gundam 00                              | Tieria Erde           |           |
| 2019      | Oretachi Magikou Destroy                           | Kisuke Yano           |           |
| 2019      | Saiyūki: Senpenbanka                               | Ihachi                |           |
| 2019      | Devil Kings                                        | Tokugawa Ieyasu       |           |
| 2019      | Taishō Roman Tantei Tan: Mangekyō E no Jōtaijō     | Jō Minamisawa         |           |
| 2019      | Dramatical Murder                                  | Aoba Seragaki         |           |
| 2020      | Dare ga Tame no Alchemist                          | Fury                  |           |
| 2020      | Greece Shinwa Gekijō: Kamigami to Hitobito no Hibi | Aquiles               |           |
| 2020      | Mobile Suit Gundam 00                              | Tieria Erde           |           |